# ChAI-3
Die ChAI-3 (russisch ХАИ-3) mit dem Beinamen Sergei Kirow war ein einmotoriges sowjetisches Nurflügel-Passagierflugzeug und in dieser Eigenschaft das weltweit Erste seiner Art.

## Entwicklung
Gebaut wurde sie Mitte der 1930er-Jahre vom Konstruktionsteam „Awiawnito“ des Luftfahrtinstitut Charkow (ChAI) unter Leitung von Alexander Lazarew.
Das Flugzeug bestand vollständig aus Metall. Die beiden getrennten Kabinen für je sechs Passagiere befanden sich beidseitig der Mittelachse und zwischen ihnen am Rumpf war der Motor untergebracht. Das dreieckige Seitenleitwerk war, um die nötige Stabilität der Maschine zu gewährleisten, recht groß gehalten.
Am 14. September 1936 war die ChAI-3 fertiggestellt und startete zu ihrem Erstflug, bei dem die Maschine mit einem Doppelsteuer ausgerüstet war und zwei Piloten jeweils vorne in den Kabinen saßen. Am 27. September begann die Flugerprobung, die auch einen Flug von Charkow nach Tambow beinhaltete. Es zeigte sich, dass die Maschine schwierig zu steuern und insbesondere der Kurvenflug schlecht zu koordinieren war.
Als Nächstes wurde 1937 eine zweimotorige Weiterentwicklung für elf Passagiere unter der Bezeichnung ChAI-8 in Angriff genommen. Da jedoch die Aeroflot an dieser Art von Flugzeugen nicht interessiert war, wurde das Programm noch vor der Fertigung eines Prototyps eingestellt.

## Technische Daten
| Kenngröße             | Daten                                                 |
| --------------------- | ----------------------------------------------------- |
| Konzeption            | Verkehrsflugzeug                                      |
| Konstrukteur          | Alexander Alexejewitsch Lazarew                       |
| Hersteller            | Luftfahrtinstitut Charkow                             |
| Baujahr               | 1936                                                  |
| Besatzung             | 2                                                     |
| Passagiere            | 12 (theoretisch)                                      |
| Länge                 | 6,8 m                                                 |
| Spannweite            | 22,4 m                                                |
| Höhe                  | 3,8 m                                                 |
| Flügelfläche          | 78,6 m²                                               |
| Flügelstreckung       | 6,4                                                   |
| Vorderkantenpfeilung  | 20°                                                   |
| Leermasse             | 1440 kg                                               |
| max. Startmasse       | 2200 kg                                               |
| Antrieb               | ein luftgekühlter 5-Zylinder-Sternmotor Schwezow M-11 |
| Leistung              | 80 kW (109 PS)                                        |
| Höchstgeschwindigkeit | 135 km/h                                              |
| Landegeschwindigkeit  | 60 km/h                                               |
| Dienstgipfelhöhe      | 2000 m                                                |
| Flugdauer             | 8 h                                                   |